# Skephults församling
Skephults församling var en församling i Göteborgs stift och i Marks kommun. Församlingen uppgick 2010 i Fritsla-Skephults församling.

## Administrativ historik
Församlingen har medeltida ursprung.
Församlingen var till 1940 annexförsamling i pastoratet Seglora, Kinnarumma, Fritsla och Skepult. Från 1940 till 1962 annexförsamling i pastoratet Fritsla, Seglora, Kinnarumma och Skephult. från 1962 annexförsamling i pastoratet Fritsla och Skephult. Församlingen uppgick 2010 i Fritsla-Skephults församling.

## Kyrkor
- Skephults kyrka